# ワイルド・サイド
『ワイルド・サイド』（ 原題： Wild Side ）は、1995年に製作されたイギリス・アメリカ合作映画。

## キャスト
※括弧内は日本語吹替（VHS版）
- アレックス・リー - アン・ヘッシュ（勝生真沙子）
- ヴァージニア・チョウ - ジョアン・チェン（土井美加）
- ブルーノ・バッキンガム - クリストファー・ウォーケン（小川真司）
- トニー - スティーヴン・バウアー（山路和弘）
- ダン・ラックマン - アレン・ガーフィールド（藤本譲）